# Phyllopertha chalcoides
Phyllopertha chalcoides är en skalbaggsart som beskrevs av Ohaus 1925. Phyllopertha chalcoides ingår i släktet Phyllopertha och familjen Rutelidae. Inga underarter finns listade i Catalogue of Life.